# عقد 10
عقد 10 هو عقد امتد بين 1 يناير 10 و31 ديسمبر 19 بحسب التقويم الميلادي. سبقه عقد 0 ولحقه عقد 20.

## مواليد
- جونيا كلاوديلا (017)
- فيتليوس (015)
- ميسالينا (017)
- تيطس (013)
- كيمبرلي بروكس (019)
- تيموثاوس (017)
- سالومي (014)
- بليناس الحكيم (015)
- أغريبينا الصغرى (016)
- كاليغولا (012)

## وفيات
- هيرودس أرخيلاوس (018)
- جرمانيكوس (019)
- جوليا الكبري (014)
- سكريبونيا (016)
- تيتوس ليفيوس (017)
- توسنيلدا (017)
- أوفيد (017)
- أغسطس (014)
- أنطيوخوس الثالث ملك كوماجيني (017)

## كتب
- Yves Denis Papin (1998). Chronologie de l'histoire ancienne. Lieu de publication non identifié: Éditions Jean-paul Gisserot. ISBN:2-87747-346-5. OCLC:40746926. مؤرشف من الأصل في 2022-03-16.
- موسوعة حضارة العالم (2002) لأحمد محمد عوف.

## روابط خارجية
- تصفح سنة بسنة عقد 10 على موقع onthisday.com
- تصفح سنة بسنة عقد 10 ابتداءً من سنة عقد 10 على موقع المكتبة الوطنية الفرنسية